# Regionalwahlkreis Villach
Der Regionalwahlkreis Villach (Wahlkreis 2B) ist ein Regionalwahlkreis in Kärnten, der bei Wahlen zum Nationalrat für die Vergabe der Mandate im ersten Ermittlungsverfahren gebildet wird. Der Wahlkreis umfasst die Stadt Villach und den politischen Bezirk Villach-Land.
Bei der Nationalratswahl 2019 waren im Regionalwahlkreis Villach 95.989 Personen wahlberechtigt, wobei bei der Wahl die Österreichische Volkspartei (ÖVP) mit 31,8 % erstmals in der Geschichte des Wahlkreises als stärkste Partei hervorging. Keine Partei konnte eines der drei möglichen Grundmandate erringen.

## Geschichte
Nach dem Ende des Staates Österreich-Ungarn wurde mit der Wahlordnung 1918 für die Wahl der konstituierenden Nationalversammlung der Wahlkreis Kärnten (Wahlkreis 24) geschaffen, der zunächst neben dem Bundesland Kärnten auch die Gemeinde Weißenfels (Krain) umfasste. Der Wahlkreis blieb in der Folge auch nach der Nationalrats-Wahlordnung 1923 erhalten, die 1934 von der austrofaschistischen Regierung außer Kraft gesetzt wurde. Die ursprüngliche Einteilung der Wahlkreise wurde jedoch nach dem Zweiten Weltkrieg mit dem Verfassungsgesetz vom 19. Oktober 1945 wieder eingeführt. Von den folgenden Änderungen der Nationalrats-Wahlordnungen war der Wahlkreis Kärnten nicht betroffen, mit der Nationalrats-Wahlordnung 1971, durch die die Anzahl der Wahlkreise auf neun reduziert wurde, änderte sich lediglich die Nummer des Wahlkreises Kärnten (nun Wahlkreis 2). Der Regionalwahlkreis Villach entstand hingegen erst durch das Inkrafttreten der Nationalrats-Wahlordnung 1992, mit der Österreich in 43 Regionalwahlkreise unterteilt wurde. Der Wahlkreis Villach erhielt in der Folge 1993 drei Mandate zugewiesen, die Anzahl blieb auch nach der Neuverteilung der Mandate im Zuge der Volkszählung 2001 unverändert.
Seit der Gründung des Wahlkreises war fast immer die Sozialdemokratische Partei Österreichs (SPÖ) stärkste Partei, lediglich bei der Wahl 2008 wurde sie durch das Bündnis Zukunft Österreich und bei der Wahl 2019 durch die ÖVP auf den zweiten Platz verwiesen.

## Wahlergebnisse
| Nationalratswahlen im Regionalwahlkreis Villach | Nationalratswahlen im Regionalwahlkreis Villach | Nationalratswahlen im Regionalwahlkreis Villach | Nationalratswahlen im Regionalwahlkreis Villach | Nationalratswahlen im Regionalwahlkreis Villach | Nationalratswahlen im Regionalwahlkreis Villach | Nationalratswahlen im Regionalwahlkreis Villach | Nationalratswahlen im Regionalwahlkreis Villach | Nationalratswahlen im Regionalwahlkreis Villach | Nationalratswahlen im Regionalwahlkreis Villach | Nationalratswahlen im Regionalwahlkreis Villach | Nationalratswahlen im Regionalwahlkreis Villach |
| Wahltermin                                      | GM                                              |                                                 | SPÖ                                             | ÖVP                                             | FPÖ                                             | GRÜNE                                           | BZÖ                                             | LIF/NEOS                                        | FRANK                                           | PILZ/JETZT                                      | Sonstige                                        |
| ----------------------------------------------- | ----------------------------------------------- | ----------------------------------------------- | ----------------------------------------------- | ----------------------------------------------- | ----------------------------------------------- | ----------------------------------------------- | ----------------------------------------------- | ----------------------------------------------- | ----------------------------------------------- | ----------------------------------------------- | ----------------------------------------------- |
| 9. Oktober 1994                                 |                                                 | Stimmenanteile (%)                              | 43,3                                            | 12,3                                            | 33,1                                            | 6,1                                             | -                                               | 4,0                                             | -                                               | -                                               | 1,2                                             |
| 9. Oktober 1994                                 | 3                                               | Grundmandate                                    | 1                                               | 0                                               | 0                                               | 0                                               | -                                               | 0                                               | -                                               | -                                               | 0                                               |
| 17. Dezember 1995                               |                                                 | Stimmenanteile (%)                              | 45,0                                            | 14,6                                            | 31,9                                            | 3,6                                             | -                                               | 3,8                                             | -                                               | -                                               | 1,1                                             |
| 17. Dezember 1995                               | 3                                               | Grundmandate                                    | 1                                               | 0                                               | 0                                               | 0                                               | -                                               | 0                                               | -                                               | -                                               | 0                                               |
| 3. Oktober 1999                                 |                                                 | Stimmenanteile (%)                              | 39,1                                            | 12,1                                            | 39,0                                            | 5,8                                             | -                                               | 2,5                                             | -                                               | -                                               | 1,6                                             |
| 3. Oktober 1999                                 | 3                                               | Grundmandate                                    | 1                                               | 0                                               | 1                                               | 0                                               | -                                               | 0                                               | -                                               | -                                               | 0                                               |
| 24. November 2002                               |                                                 | Stimmenanteile (%)                              | 42,9                                            | 25,5                                            | 23,6                                            | 6,6                                             | -                                               | 0,9                                             | -                                               | -                                               | 0,7                                             |
| 24. November 2002                               | 3                                               | Grundmandate                                    | 1                                               | 0                                               | 0                                               | 0                                               | -                                               | 0                                               | -                                               | -                                               | 0                                               |
| 1. Oktober 2006                                 |                                                 | Stimmenanteile (%)                              | 40,1                                            | 17,4                                            | 7,6                                             | 7,7                                             | 22,5                                            | -                                               | -                                               | -                                               | 4,7                                             |
| 1. Oktober 2006                                 | 3                                               | Grundmandate                                    | 1                                               | 0                                               | 0                                               | 0                                               | 0                                               | -                                               | -                                               | -                                               | 0                                               |
| 28. September 2008                              |                                                 | Stimmenanteile (%)                              | 31,5                                            | 11,5                                            | 7,6                                             | 7,2                                             | 37,5                                            | 1,4                                             | -                                               | -                                               | 3,2                                             |
| 28. September 2008                              | 3                                               | Grundmandate                                    | 0                                               | 0                                               | 0                                               | 0                                               | 1                                               | 0                                               | -                                               | -                                               | 0                                               |
| 29. September 2013                              |                                                 | Stimmenanteile (%)                              | 35,4                                            | 11,7                                            | 18,4                                            | 12,3                                            | 9,5                                             | 3,9                                             | 7,4                                             | -                                               | 1,5                                             |
| 29. September 2013                              | 3                                               | Grundmandate                                    | 1                                               | 0                                               | 0                                               | 0                                               | 0                                               | 0                                               | 0                                               | -                                               | 0                                               |
| 15. Oktober 2017                                |                                                 | Stimmenanteile (%)                              | 32,0                                            | 23,3                                            | 31,9                                            | 2,5                                             | -                                               | 4,4                                             | -                                               | 3,9                                             | 2,0                                             |
| 15. Oktober 2017                                | 3                                               | Grundmandate                                    | 0                                               | 0                                               | 0                                               | 0                                               | -                                               | 0                                               | -                                               | 0                                               | 0                                               |
| 29. September 2019                              |                                                 | Stimmenanteile (%)                              | 28,7                                            | 31,8                                            | 19,2                                            | 10,0                                            | 0,2                                             | 7,1                                             | -                                               | 1,9                                             | 1,2                                             |
| 29. September 2019                              | 3                                               | Grundmandate                                    | 0                                               | 0                                               | 0                                               | 0                                               | 0                                               | 0                                               | -                                               | 0                                               | 0                                               |
| 29. September 2024                              |                                                 | Stimmenanteile (%)                              | 24,8                                            | 18,0                                            | 38,7                                            | 5,2                                             | -                                               | 8,1                                             | -                                               | -                                               | 5,3                                             |
| 29. September 2024                              | 3                                               | Grundmandate                                    | 0                                               | 0                                               | 1                                               | 0                                               | -                                               | 0                                               | -                                               | -                                               | 0                                               |